# 神保璟一郎
神保璟一郎（じんぼ けいいちろう、1897年 - 1979年）は、日本のクラシック音楽評論家。

## 略歴
大阪府出身。大阪高等農学校卒、YMCA学院卒。日本コロムビア、日本ビクター、日本グラモフォンなどに勤務し、クラシック音楽の評論を書いた。

## 著書
- 『レコード音楽名曲を尋ねて』創元社 1934　「名曲をたずねて」角川文庫
- 『レコード音楽第一課』創元社 1935
- 『レコード音楽軽音楽を囲みて』創元社 1941
- 『わが心の曲 楽聖物語』千代田書房 1948
- 『音楽教室』創元社 1951
- 『世界の名曲』（少年少女文庫）井上長三郎絵 講談社 1951
- 『レコード音楽手帖』（創元手帖文庫）創元社 1952
- 『名曲への招待』創元社 1958
- 『クラシック音楽鑑賞事典』講談社学術文庫 1983

### 編纂
- 東四郎『レコード音楽名曲解説全集』編 名曲堂 1933-34